# Детва
Де́тва (словац. Detva) — місто, громада в Банськобистрицькому краї, центральна Словаччина. Адміністративний центр округу Детва. Населення близько 14 тисяч осіб.

## Географія
Протікають Детвянський потік; Єлшовий потік і Немецка.

## Історія
Детва заснована в 1638 році. Тривалий час була невеличким поселенням. Зазнало розвитку після заснування в 1955 році заводу «Подполянські строярні Детва». Поява машинобудівного підприємства, що мало військові замовлення, спричинила сплеск чисельності населення з 3000 до 12000 осіб.
Статус міста отримано 1965 року, у 1996 році Детва стала окружним центром.

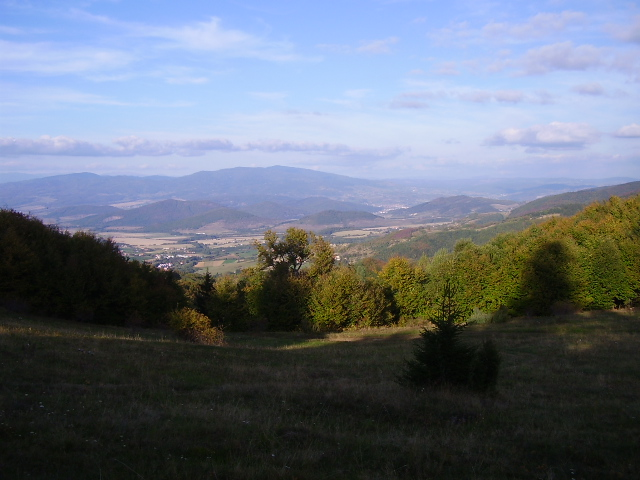

## Населення
| Рік:            | 1993   | 2003    | 2013   | 2023    |
| --------------- | ------ | ------- | ------ | ------- |
| Кількість осіб: | 15 242 | 15 024  | 15 024 | 13 629  |
| Різниця:        |        | -1,43 % | +0 %   | -9,28 % |

| Рік:            | 2022   | 2023    |
| --------------- | ------ | ------- |
| Кількість осіб: | 13 704 | 13 629  |
| Різниця:        |        | -0,54 % |

Відповідно до перепису 2001 року населення міста становило 15 122 особи:
- 96,11 % — словаки,
- 1,75 % — роми,
- 0,75 % — чехи.

За релігійними віруваннями населення Детви мало поділ:
- 78,03 % — католики,
- 13,11 % — атеїсти,
- 4,47 % протестанти (лютерани).